# Cyathea tuyamae
Cyathea tuyamae är en ormbunkeart som beskrevs av Hideaki Ohba. Cyathea tuyamae ingår i släktet Cyathea och familjen Cyatheaceae. Inga underarter finns listade.